# St. Ottilia (Hasberg)

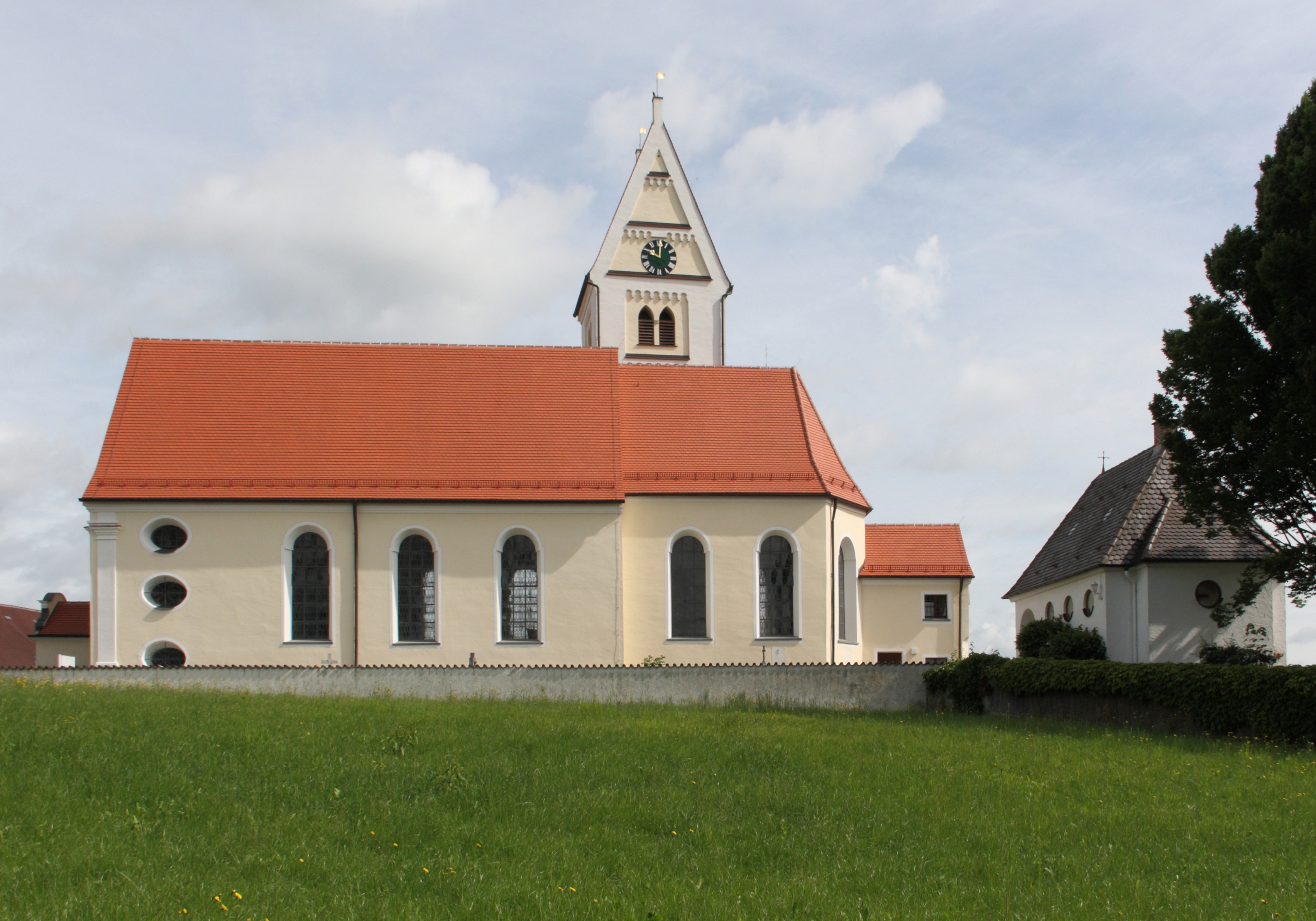
St. Ottilia in Hasberg

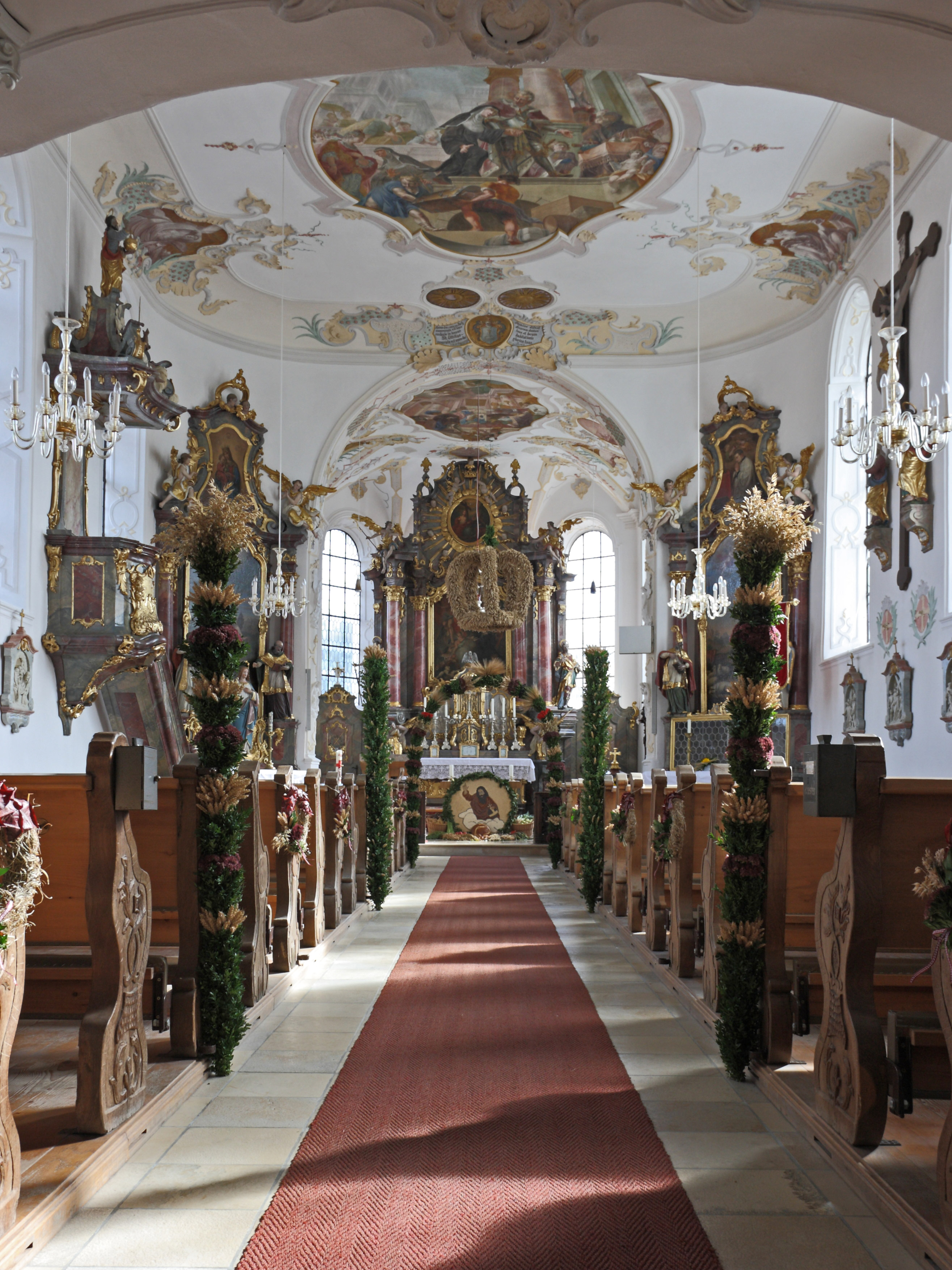
Innenraum

Die römisch-katholische Pfarrkirche St. Ottilia steht in Hasberg, einem Ortsteil von Kirchheim in Schwaben im Landkreis Unterallgäu von Bayern. Das Bauwerk ist in der Liste der Baudenkmäler in Kirchheim in Schwaben als Baudenkmal unter der Nr. D-7-78-158-23 eingetragen. Die Kirchengemeinde gehört zum Dekanat Mindelheim des Bistums Augsburg.

## Beschreibung
Das Langhaus mit drei Fensterachsen und der eingezogene, dreiseitig geschlossene Chor im Osten wurden im Kern im 16./17. Jahrhundert errichtet. Der Chorflankenturm an der Nordwand des Chors stammt von einem 1488 geweihten Vorgängerbau. Die Saalkirche wurde 1751 von Ulrich Fendt umgestaltet. Dabei wurde das Langhaus nach Westen verlängert und seine Mauern erhöht. In einem Anbau, der mit einem Schweifgiebel versehen ist, vor der mit Pilastern an den Ecken verzierten Fassade im Westen wurde das Portal untergebracht. Der Chorflankenturm wurde mit einem Glockengeschoss aufgestockt und quer zwischen den Giebeln, in denen sich die Zifferblätter der Turmuhr befinden, mit einem Satteldach bedeckt. Der Innenraum des Langhauses ist mit einer Flachdecke überspannt, der des Chors mit einem Stichkappengewölbe. Die Fresken im Innenraum schuf Johann Anwander. Die Deckenfresken zeigen Szenen aus dem Leben der hl. Odilia. Auch auf dem Altarretabel des 1751 gebauten Hochaltars ist sie dargestellt. Die Dachbodenorgel mit 16 Registern, verteilt auf zwei Manuale und  Pedal wurde 1904 von H. Koulen & Sohn gebaut.